# 하노이 박물관
하노이 박물관(Hanoi Museum, 베트남어: Bảo tàng Hà Nội)은 베트남 하노이 남뜨리엠 군에 위치한 박물관이다. 하노이 박물관은 2010년 10월 6일 하노이 천년 기념일에 문을 열었다.
이 박물관에는 하노이 1000년 역사와 베트남의 역사, 문화, 유산 및 건축물의 유물이 전시되어 있다. 규모는 약 54,000 평방미터의 총면적에 50,000개 이상의 유물을 전시하고 있다. 이 건축물의 전체 외관은 뒤집어진 피라미드 디자인을 갖추고 있다.

## 개요
1982년에 창립된 박물관 유물수는 1 만개에 이르렀다. 희귀하고 귀중한 유물의 보물이 7천 점 이상을 차지했다. 박물관의 컬렉션은 석기, 가구 포함 구리, 도자기 등이 있으며 리 왕조, 쩐 왕조, 후 레 왕조, 응우옌 왕조의 자기 뿐만 아니라 중국, 일본에서도 수집한 것들이다. 박물관의 전시 공간은 크게 세 부분으로 나뉜다.
- 하노이의 자연사
- 8월 혁명 이전에 나라가 세워질 당시의 하노이 역사
- 1945년 8월 혁명 이후 지금까지 하노이의 역사

4층으로 된 건물은 역피라미드 구조를 가지고 있어서 면적이 가장 넓은 곳이 위에 있기 때문에 낮은 층은 더 좁아진다. 독일 조인트 벤처 컨설팅 설계사인 GMP - ILAG가 설계를 했으며, 약 54,000 m² 면적에, 높이 30.7 m로 건축되었다.

## 갤러리

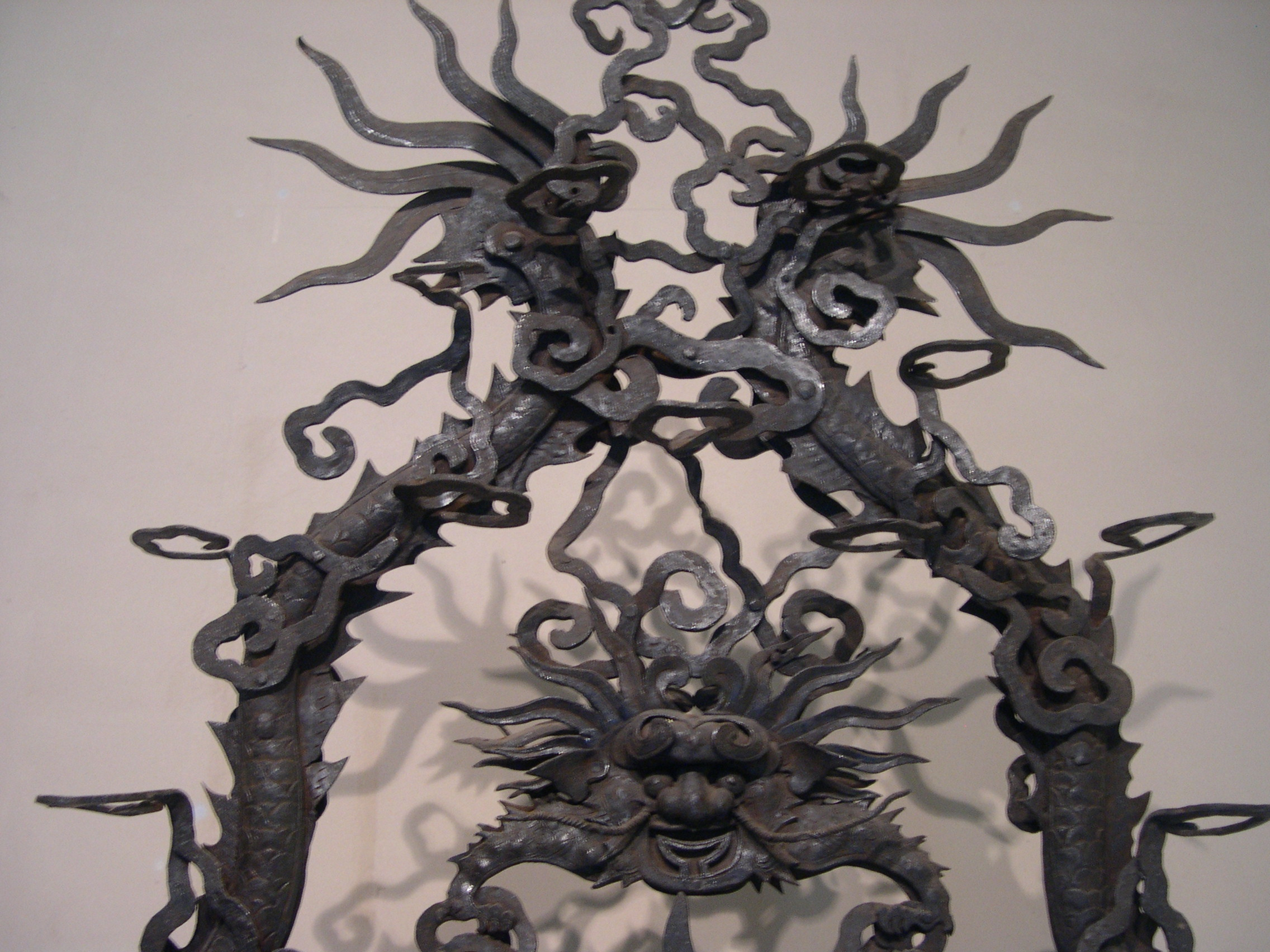
금속 조각품
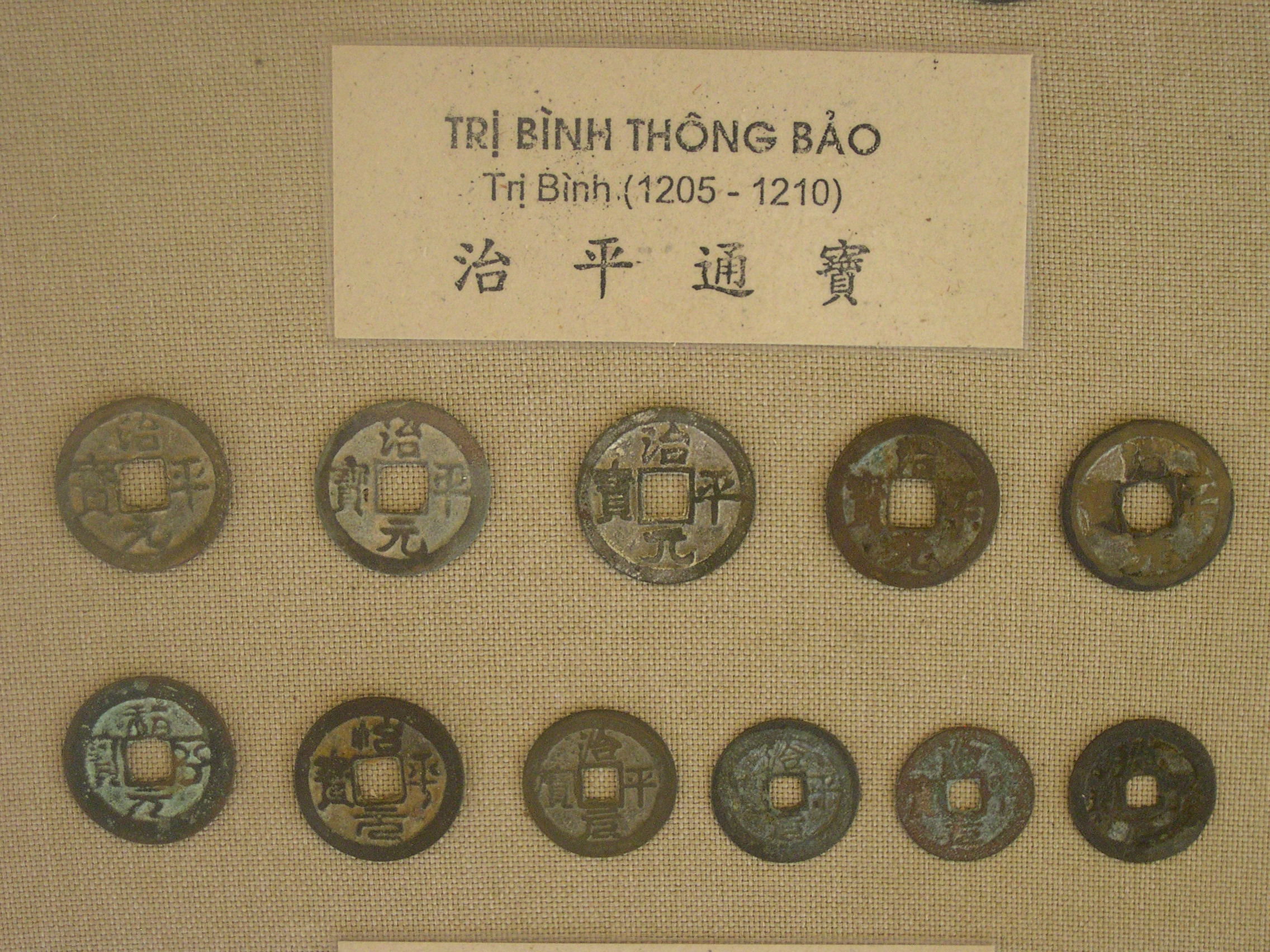
옛 동전
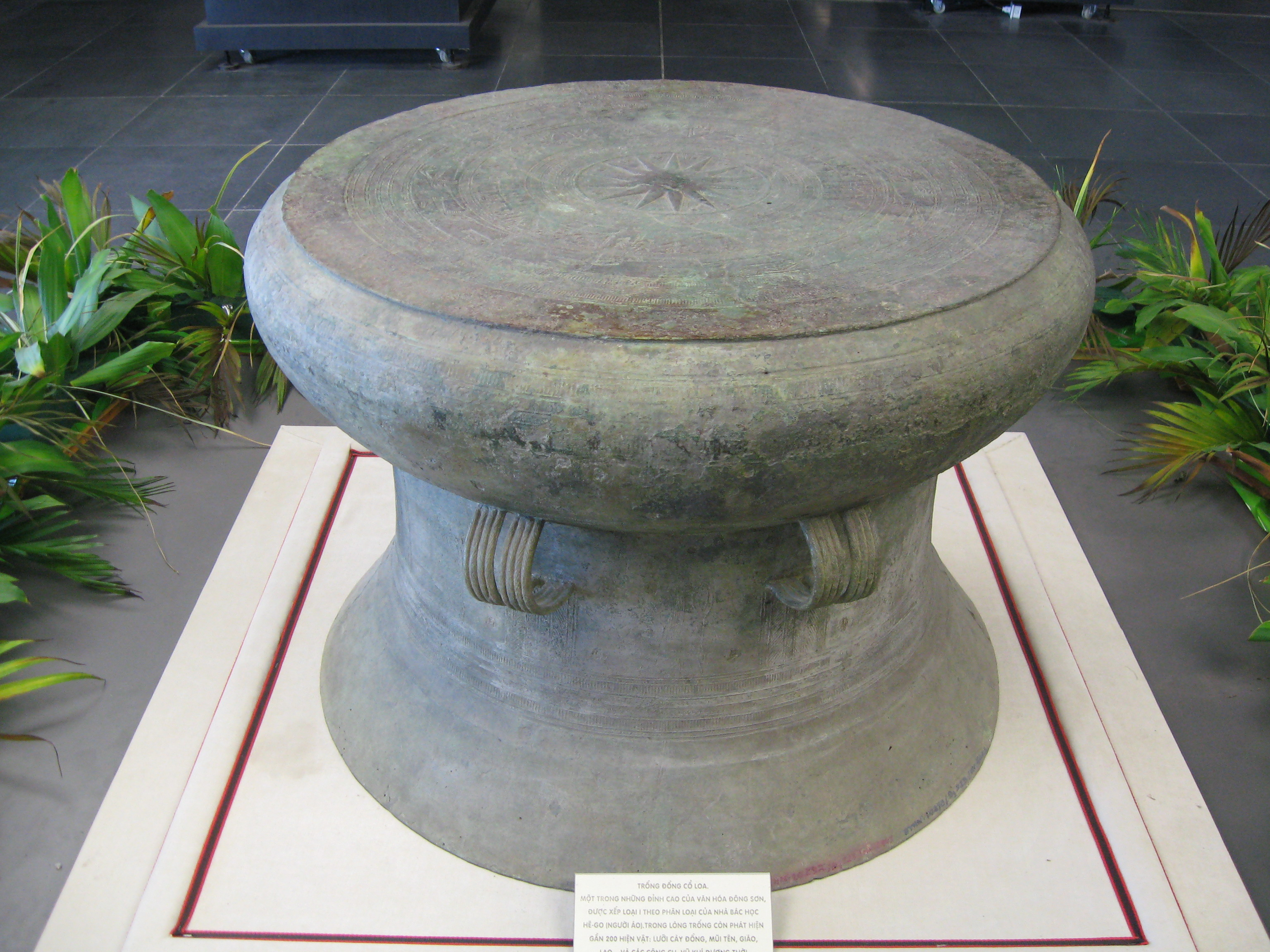
기원전 1세기 동선문화의 청동북, 꼬로아 성